# Oreochromis pangani
Oreochromis pangani és una espècie de peix de la família dels cíclids i de l'ordre dels perciformes.

## Subespècies
- Oreochromis pangani girigan (Lowe, 1955)
- Oreochromis pangani pangani (Lowe, 1955)